# سدود الحائر
سدود الحائر هي مجموعة من السدود القديمة والتاريخة التي أقيمت في إقليم اليمامة.

## الوصف
تعد مستوطنة الحائر التي تقع جنوب مدينة الرياض بما لا يزيد على 20 كم٬ من المواقع الإسلامية المبكرة التي استفاد سكانها من موقعها الجغرافي بإنشاء الكثير من السدود والمصدات٬ وحفر الآبار للاستفادة من المياه الجوفية. يوجد في الشعب الذي يحف المستوطنة من الجنوب سد بقي جزء منه بطول 10 متر وعرضه 110 سم، ويبلغ ارتفاعه 90 سم. وله واجهة مدرجة تتكون من خمس عتبات٬ وقد بني بالحجارة شبه المشذبة٬ أما عرض الشعب عند السد فيبلغ 40م تقريبًا٬ كما يوجد في الشعب الآخر الذي يقع جنوب الأول سد آخر انهار جله ولم يبق إلا أساساته٬ ويبلغ عرض هذا السد 80 سم٬ وطوله 50 متر تقريبًا من الشعب الأول٬ كما يوجد بعد التقاء الشعبين وقبل أن يصَّبا في وادي حنيفة مصب مائي٬ طول ما بقي منه 3 متر٬ بارتفاع 30 سم.